# Boulevard René-Lévesque (Montreal)

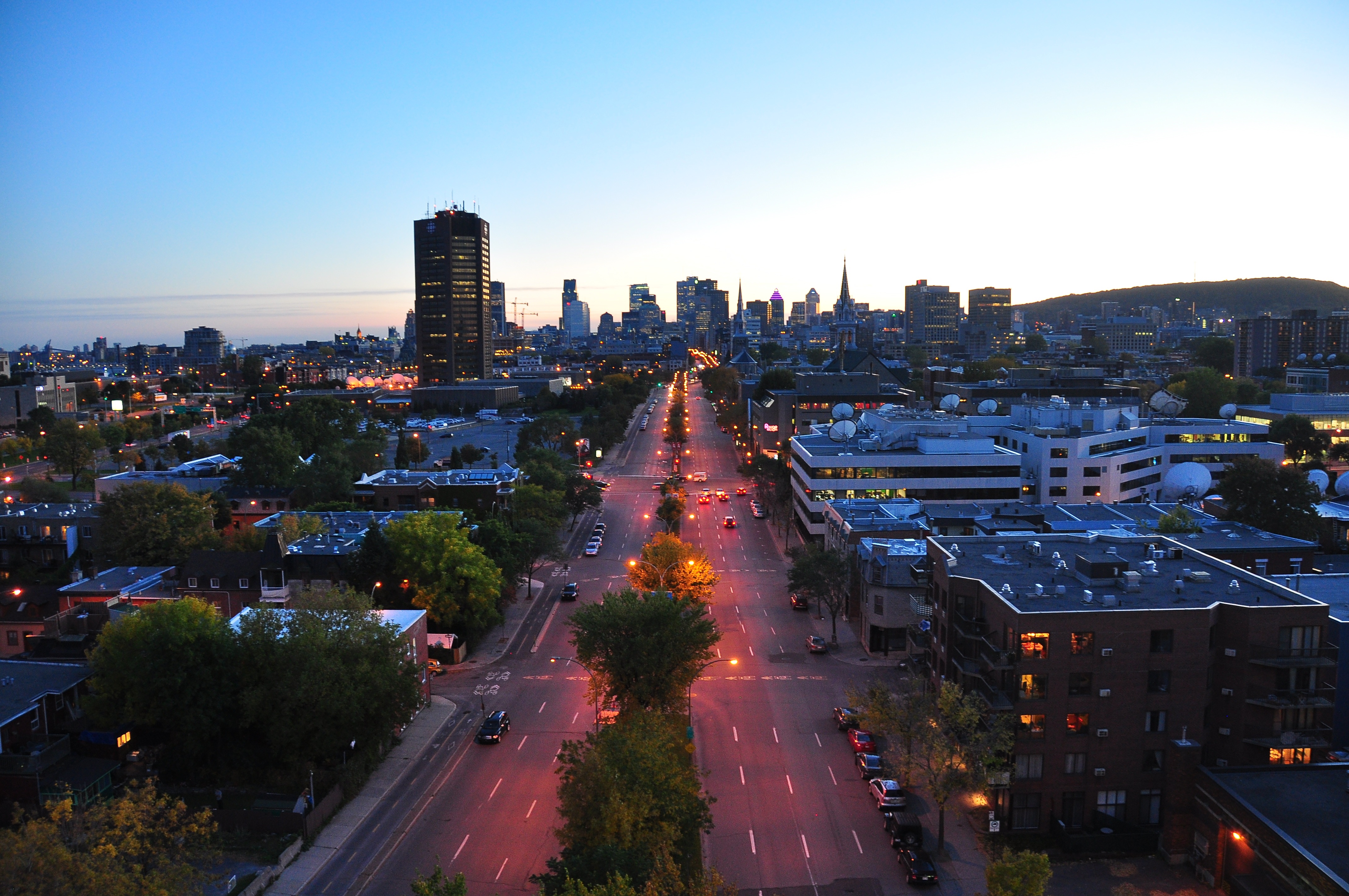
Der Boulevard René-Lévesque, im Hintergrund das Stadtzentrum

Der Boulevard René-Lévesque (früher Boulevard Dorchester) ist eine bedeutende Straße in Montreal. Benannt ist sie nach René Lévesque, einem früheren Premierminister Québecs. Sie beginnt nahe der Pont Jacques-Cartier, wo sie von der Rue Notre-Dame abzweigt. Anschließend verläuft sie in südwestlicher Richtung durch das zentrale Arrondissement Ville-Marie und endet nach 5,2 Kilometern an der Avenue Atwater.

## Geschichte

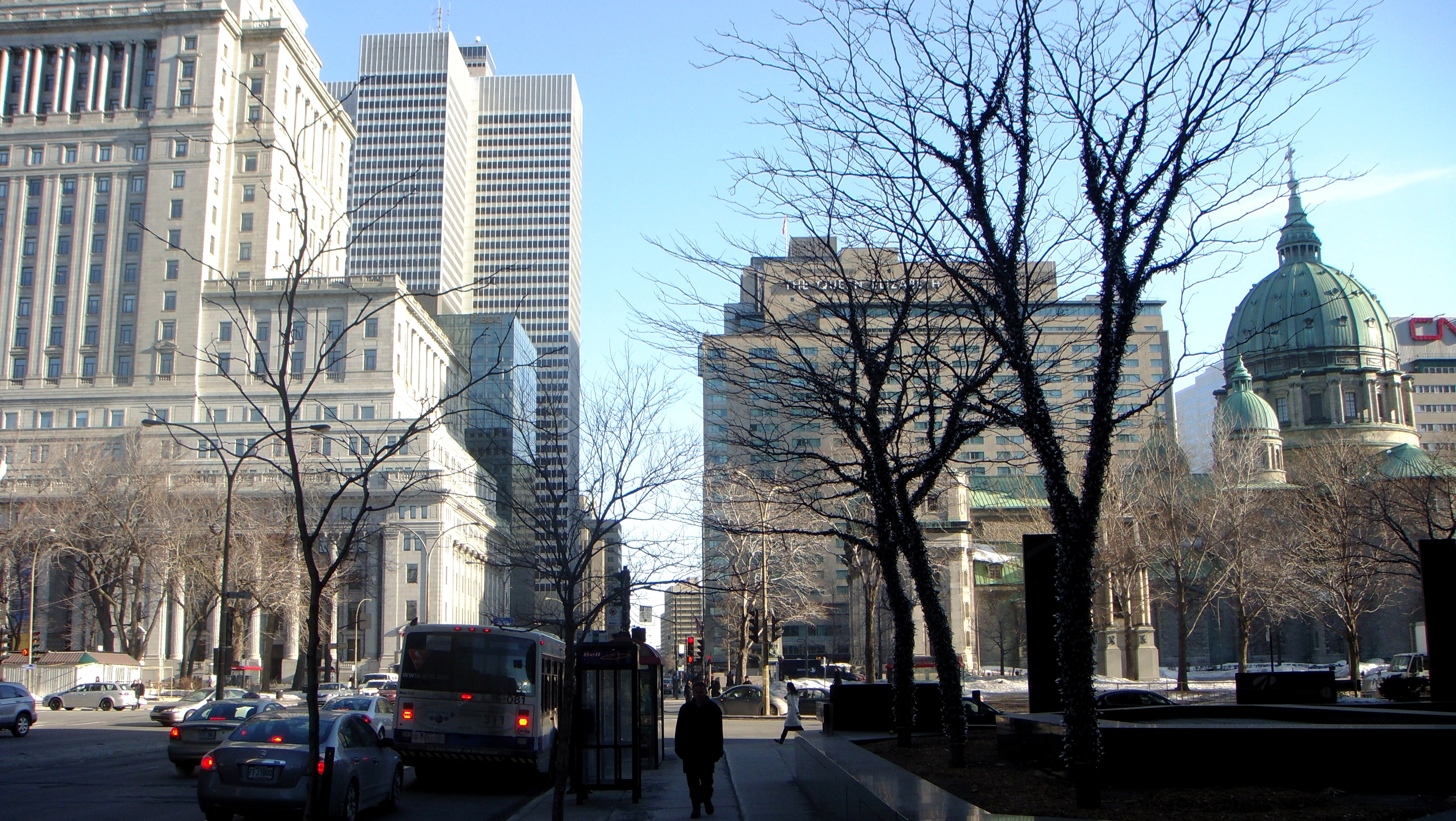
An der Kreuzung mit der Rue Peel

Ab dem 18. Jahrhundert war die Straße informell als Grand chemin de la Haute-Folie bekannt. 1844 wurde sie zu Ehren von Guy Carleton, 1. Baron Dorchester in Rue Dorchester umbenannt. Über ein Jahrhundert lang war sie eine überwiegend von viktorianischen Wohnhäusern gesäumte, eher unscheinbare Straße. Nachdem Jean Drapeau 1954 erstmals das Amt des Bürgermeisters angetreten hatte, erkannte er das Potenzial für eine Hauptverkehrsachse. Im darauf folgenden Jahr wurde die Straße nach einem Beschluss des Stadtrates auf acht Fahrspuren verbreitert, was den Abriss mehrerer Hundert Gebäude erforderlich machte. In der Folge entstanden an der nun als Boulevard Dorchester bezeichneten Straße zahlreiche Wolkenkratzer und das Geschäftszentrum Montreals verlagerte sich von der Altstadt hierhin.
Im November 1987 beschloss der Stadtrat, den Boulevard Dorchester in Boulevard René-Lévesque umzubenennen. Dies geschah zu Ehren des früheren Quebecer Premierministers René Lévesque, der kurz zuvor verstorben war. Der südlichste, rund 500 Meter lange Abschnitt der Straße behielt den ursprünglichen Namen jedoch bei, da er auf dem Gebiet von Westmount liegt und die überwiegend englischsprachige Vorortsgemeinde den separatistischen Politiker nicht ehren mochte.

## Bauwerke

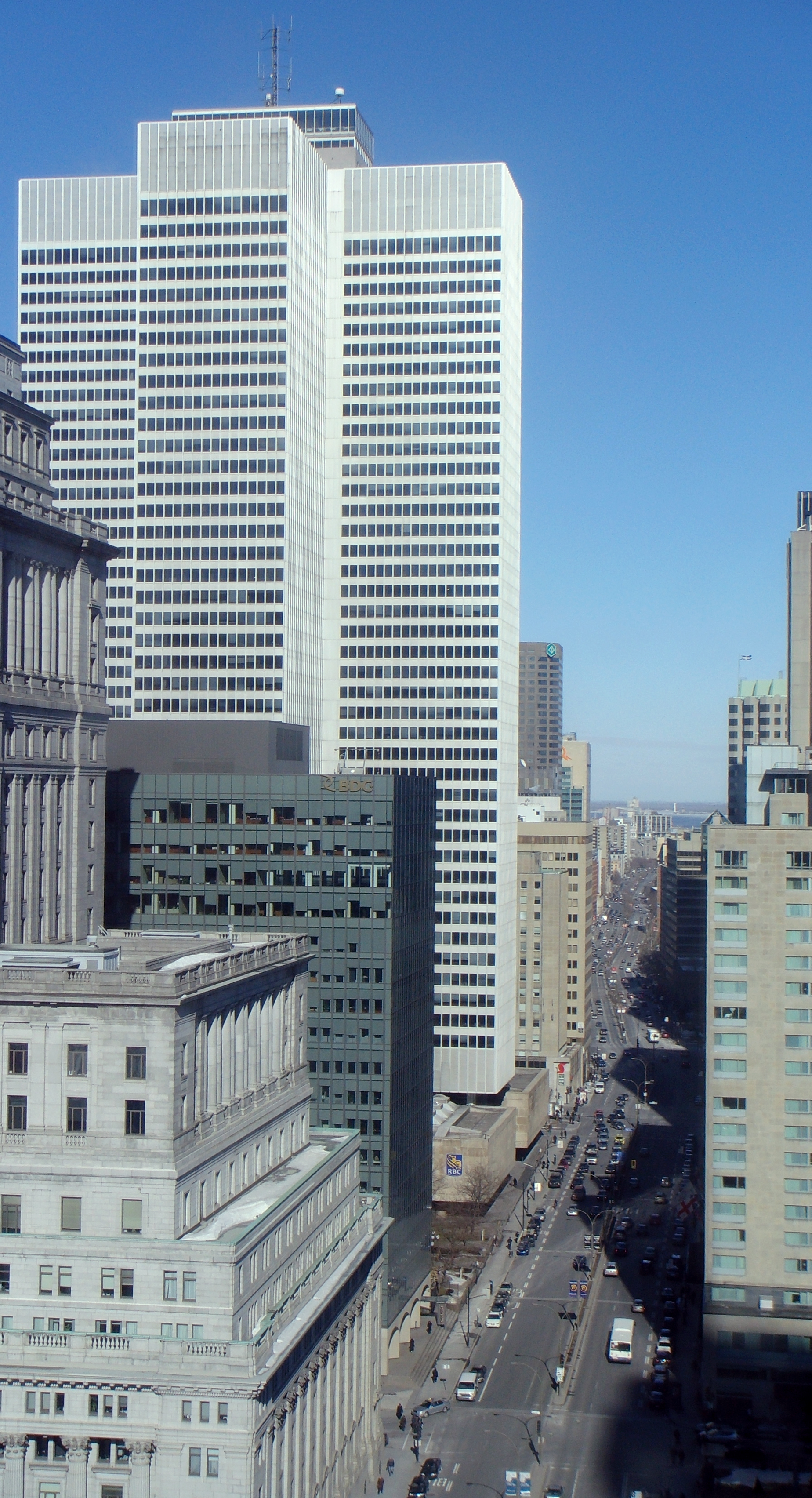
Der Boulevard René-Lévesque beim Wolkenkratzer Place Ville-Marie

Der Boulevard René-Lévesque führt an zahlreichen wichtigen Gebäuden vorbei, darunter mehrere Wolkenkratzer. Von Nordost nach Südwest sind dies unter anderem:
- das Maison de Radio-Canada (Fernseh- und Rundfunkzentrum)
- der Campus der Université du Québec à Montréal
- der Édifice Hydro-Québec (Hauptsitz von Hydro-Québec)
- der Complexe Desjardins (achthöchstes Gebäude der Stadt)
- der Complexe Guy-Favreau (Verwaltungszentrum der Bundesregierung)
- der Hauptsitz von SNC Lavalin
- die Basilika Saint-Patrick de Montréal
- die Place Ville-Marie (vierthöchstes Gebäude der Stadt)
- das Luxushotel Fairmont Le Reine Élizabeth
- der Gare Centrale (Hauptbahnhof)
- die Kathedrale Marie-Reine-du-Monde de Montréal
- der Tour CIBC (fünfthöchstes Gebäude der Stadt)
- der Wolkenkratzer 1250 René-Lévesque (zweithöchstes Gebäude der Stadt)
- das Centre Canadien d'Architecture (Architekturmuseum)

Viele dieser Gebäude sind über die Untergrundstadt miteinander und mit der Metro verbunden.

## Weitere Straßen
Im zentralen Teil verläuft der Boulevard René-Lévesque parallel zur Rue Sainte-Catherine und zur Rue Viger, im südlichen Teil parallel zur Autoroute 720. Wichtige Querstraßen sind unter anderem die Rue Guy, die Rue Peel, die Rue University, die Rue McGill der Boulevard Saint-Laurent und die Rue Saint-Denis. Der Boulevard René-Lévesque bildet gegenüber dem Édifice Hydro-Québec die westliche Begrenzung der Chinatown, zwischen der Kathedrale Marie-Reine-du-Monde de Montréal und dem Tour CIBC durchschneidet er eine große Grünfläche (Square Dorchester und Place du Canada).